# Zimowi wojownicy
Zimowi wojownicy (ang. Winter Warriors) – powieść fantasy brytyjskiego pisarza Davida Gemmella. Wydana w 1997 roku. 
Książka była ósmą powieścią wydaną w ramach Sagi Drenajów. Biorąc jednak pod uwagę chronologie świata powieści, jest jedenasta w kolejności.
W Polsce została wydana w 2002 roku nakładem wydawnictwa Zysk i S-ka w przekładzie Zbigniewa A. Królickiego. Pierwsze polskie wydanie miało 382 stron (ISBN 83-7298-234-1). Brak informacji co do wznowienia książki przez wydawnictwo Mystery.